# Freedom from Fear (Norman Rockwell)
Freedom from Fear is een schilderij van Norman Rockwell en maakt deel uit van een serie van vier schilderijen met de naam Four Freedoms.

## Het schilderij
Dit schilderij werd op 13 maart 1943 gepubliceerd in The Saturday Evening Post en begeleid door een essay van Stephen Vincent Benét. De andere schilderijen werden in andere edities gepubliceerd.
Rockwell hield ervan het leven uit te beelden zoals hij het beleefde of zag. Naar Rockwells eigen beleving waren Freedom of Speech en Freedom of Worship het beste uit de verf gekomen. Het vierde schilderij was Freedom from Want. Als model voor de personen op alle vier schilderijen koos hij zijn buren in Arlington (Vermont).
Het schilderij vertoont kinderen die in bed liggen, een moeder die ze instopt en een vader die toekijkt met een krant in de hand die kopt "Bombings Kill... Horrors Hit...". De kinderen in het schilderij zijn hierbij gevrijwaard van vrees voor de gruwelijkheden van de Tweede Wereldoorlog die op dat moment gaande is.
Dit schilderij is het enige van de vier die Rockwell niet speciaal voor dit onderwerp schilderde, maar al eerder had gemaakt om de Slag om Engeland in 1940 uit te beelden. In die betekenis had Rockwell echter afkeer tegen het schilderij omdat hij het een zelfingenomen thema vond dat Amerikaanse kinderen veilig lagen te rusten in hun bed terwijl Europa in brand stond. Toen besloot hij daarom af te zien van publicatie in The Saturday Evening Post.
Met de schilderijen werd een tour door de Verenigde Staten gehouden onder het motto Buy War Bonds. Bij elkaar zagen 1,2 miljoen Amerikanen de schilderijen en werd er 132 miljoen dollar ingezameld voor de inzet in de Tweede Wereldoorlog.
Het schilderij bevindt zich in het Norman Rockwell Museum in Stockbridge (Massachusetts).

## Achtergrond
Het werk is geïnspireerd op de State of the Union op 6 januari 1941 van de Amerikaanse president Franklin Delano Roosevelt dat ook wel de Four Freedoms-speech wordt genoemd. Volgens Roosevelt in deze rede zijn de vier fundamentele rechten van de mens de vrijheid van meningsuiting, godsdienstvrijheid, vrijwaring van gebrek en vrijwaring van vrees.